# 賀来正綱
賀来 正綱（かく まさつな、生没年不詳）は、大友氏の家臣。父は賀来鎮綱、母は大友義統の養女。妻は田北宮内正統の娘。別名、藤左衛門、藤三郎、永喜。子に賀来之盛、賀来鎮隈（竹屋喜平次）、賀来惟為（長州藩士。田北姓を名乗る）。
父・賀来鎮綱と同様に大友義統と一生牢人を約束する。萩に来てからは家伝の武芸を指南する。